# Прогресс (авиационный завод, Арсеньев)
АО «Арсе́ньевская Авиацио́нная Компа́ния „Прогре́сс“ и́мени Н. И. Сазы́кина» — российская авиастроительная компания, расположенная в городе Арсеньев Приморского края. Одно из крупнейших предприятий российской аэрокосмической промышленности. Входит в состав холдинга АО «Вертолёты России».
Визитная карточка ААК «Прогресс» — выпускаемые по заказам Министерства обороны России боевые вертолёты Ка-52 «Аллигатор» разработки ОКБ Камова.
Авиатехника, произведённая заводом, неоднократно демонстрировалась на международных авиасалонах и выставках вооружений. ААК «Прогресс» на протяжении десятилетий тесно сотрудничал со всемирно известными конструкторскими бюро — А. С. Яковлева, О. К. Антонова, М. Л. Миля, Н. И. Камова, МКБ «Радуга».
Производственная площадь завода — 290 000 м². Численность работающих — 6200 человек.
Трудовые заслуги коллектива завода были отмечены правительственными наградами: орденами Трудового Красного Знамени (1977 г.) и Октябрьской революции (1986 г.).

За 70 лет работы завода «Прогресс» 625 работников удостоено государственных наград и отраслевых поощрений. Три человека были удостоены звания Героя Социалистического труда — директор завода Сазыкин Н. И., слесарь Кузнецова М. А., токарь Удовенко Н. Ф.

## История
В 1936 году в селе Семёновка, удалённом от города Уссурийск на 150 км и от города Владивосток на 250 км, началось строительство авиаремонтного завода № 116 (Постановление Совета труда и обороны СССР № 128 от 26 мая 1936 года). Начальником строительства и первым директором завода был назначен бывший комбриг Красной Армии, кавалер ордена Красного Знамени Владимир Григорьевич Ирьянов. В 1937 году по обвинению в саботаже и срыве сроков строительства завода он был арестован и расстрелян, а в 1957 году Ирьянов был посмертно реабилитирован. В 1937 директором завода стал С. И. Апостолов, арестован в 1938 году, его сменил Николай Сергеевич Новиков.
В 1939 году были введены в эксплуатацию первые корпуса, начались работы по ремонту самолётов (ДБ-3, СБ, И-15, И-16) и их двигателей (М-11, М-25, М-85, М-100).
С конца 1940 года началось производство учебно-тренировочных самолётов УТ-2. Фюзеляж самолёта, центроплан и крылья изготавливались из авиационной древесины. Первый самолёт типа УТ-2, произведённый на авиазаводе № 116, поднялся в воздух в мае 1941 года. За годы Великой Отечественной войны авиационным заводом № 116 был выпущен 2931 самолёт этого типа.
С 1948 года освоен выпуск самолёта Як-18 (выпущено 3063 машины) и его модификаций Як-18А (927 самолётов), Як-18У (940 самолётов), Як-18П (125 самолётов), Як-18ПМ (25 самолётов). Эти машины являлись основными самолётами для обучения лётчиков ВВС и аэроклубов.
В 1959 году директором завода назначен Николай Иванович Сазыкин.
С 1959 года началось серийное производство ракетной техники. Производились ракеты морского базирования, разработанные в ОКБ Березняка: П-15 «Термит», П-15У, П-15М, П-20, П-21, П-22. С 1980 года в производстве находятся ракеты 3М80 противокорабельного ракетного комплекса «Москит» разработки МКБ «Радуга».
С 1960 года авиационный завод осваивает выпуск аэросаней «Север-2» и Ка-30, которые выпускались несколько лет.
С 1963 года завод осваивает выпуск лёгкого двухмоторного самолёта типа Ан-14 «Пчёлка» и спортивных планёров А-15. Всего было выпущено 340 таких самолётов.
С 1968 года на завод начинает поступать конструкторская документация, а с 1969 года начинается производство вертолётов типа Ми-24А. Первый полёт серийного вертолёта состоялся 10 ноября 1970 года. До 1972 года было выпущено 240 вертолётов типа Ми-24А, затем завод перешёл на выпуск вертолётов типа Ми-24В, которых было произведено 1001 шт. С 1981 года начинает выпускаться пушечный вариант вертолёта типа Ми-24П, вооружённый двуствольной 30-мм автоматической пушкой ГШ-30К. Последняя машина этого типа была выпущена в 1989 году. Всего на «Прогрессе» было произведено 2443 вертолёта Ми-24 в различных модификациях.
В период с 1973 по 1986 годы производятся спортивные самолёты Як-50, которых было выпущено 314 штук. Начиная с 1986 по 1991 год производится самолёт Як-55 (108 машин) и Як-55М (110 машин).
С 1986 года на завод начинает поступать конструкторская документация, а с 1988 года начинается сборка первого предсерийного вертолёта типа В-80, впоследствии названного Ка-50. 22 мая 1991 года первый вертолёт Ка-50, собранный на «Прогрессе», совершил взлёт на заводском аэродроме. До 2006 года было сдано заказчику 9 машин этого типа. До 2009 года было изготовлено ещё несколько Ка-50, прошли ремонт ранее изготовленные машины. Выпуск вертолётов типа Ка-50 временно приостановлен до уточнения облика вертолёта в контексте его боевого применения совместно с вертолётами типа Ка-52.
В 1993 году завод прошёл процесс приватизации, и получил наименование Открытое акционерное общество Арсеньевская авиационная компания «Прогресс» им. Н. И. Сазыкина.
В 1993 году началось производство лёгких вертолётов типа Ми-34, которых было построено 24 шт., ещё 6 машин в разной степени готовности до последнего времени оставались на хранении на предприятии, весной 2010 года корпус одной машины был передан в ОКБ Миля для проведения модернизационных работ до уровня Ми-34С-1 и проведения опытов по установке на вертолёт газотурбинных двигателей иностранного производства.
С начала 2000-х годов на «Прогрессе» изготавливаются спортивные самолёты мастерского класса типа Як-54. Всего было изготовлено 5 машин, и по словам управляющего директора авиакомпании Юрия Денисенко, в этом случае скорее речь идёт о поддержании профессиональных навыков у сборщиков, нежели о стремлении к выпуску машин, так как все изготовленные самолёты было сделаны в убыток для предприятия.
В 2004 году решением Совета директоров ААК «Прогресс» генеральным директором завода назначается Юрий Петрович Денисенко.
С 2007 года началось изготовление вертолётов типа Ка-52. Первый взлёт опытной машины (01), изготовленной на «Прогрессе» состоялся 27 июня 2008 года, второй машины (02) — 28 октября 2008 года. Первые две машины опытной партии были переданы разработчику в 2008 году. С 2009 года параллельно с проведением первого этапа государственных испытаний, началось серийное производство.
Указом Президента РФ от 11 августа 2007 г. N 1040 «О внесении изменений в перечень стратегических предприятий и стратегических акционерных обществ, утверждённый Указом Президента Российской Федерации от 4 августа 2004 г. N 1009» Арсеньевская авиационная компания «Прогресс» им. Н. И. Сазыкина исключена из списка стратегических предприятий
В 2008 году ААК «Прогресс» передала полномочия управления холдингу «Вертолёты России» (50 %+1 акция ОАО «ААК „Прогресс“» принадлежит ОАО «ОПК „Оборонпром“», управляющая компания — холдинг «Вертолёты России»).
В 2009 году по плану технического перевооружения парка станочного оборудования ААК «Прогресс» используя собственные средства, средства ФЦП, а также по лизинговым схемам, приобрело пятикоординатные токарно-фрезерные центры. Для их установки на предприятии оборудован термостабильный цех программной обработки деталей, создан центр компетенции по механической обработке. В 2010 году устанавливается новый литейный комплекс, развивается композитное производство. По результатам деятельности 2009 года производительность труда удалось повысить в два раза.
В 2011 поступил заказ на 140 вертолётов Ка-52 «Аллигатор» от Министерства обороны РФ. ААК «Прогресс» успешно справляется с оснащением армии ударно-разведывательными вертолётами, полностью удовлетворяя потребность страны, отметил замминистра обороны РФ Юрий Борисов, посетивший предприятие летом 2014 года.
29 декабря 2016 года. Реконструкцию взлётно-посадочной полосы аэродромной базы «Арсеньев-Приморский» ведёт собственными силами предприятие Спецстройтехнологии. Это один из этапов технического перевооружения авиационного завода «Прогресс» им. Н. И. Сазыкина, передаёт ДВ — РОСС со ссылкой на «ФГУП „Спецстройтехнологии“ при Спецстрое России».
«В настоящее время мы завершили земляные работы и устройство дорожной одежды на первой рулёжной дорожке и перроне. На 80 % завершены земляные работы по устройству взлётно-посадочной полосы с искусственным покрытием. Приступили к устройству закромочного дренажа. Специалисты обособленного подразделения „Арсеньевское“ активно ведут заготовку инертных материалов для устройства дорожной одежды. А с января 2017 года мы начнём устройство фундаментов под аэродромный радиолокационный комплекс. Поставка, монтаж и пусконаладочные работы на нём будут выполнены до конца апреля следующего года», — сообщил руководитель обособленного подразделения «Арсеньевское» Спецстройтехнологии Виталий Кузичкин. Создаётся современная аэродромная база, которая будет оборудована радиолокационными и светотехническими сигнальными приборами, а также измерителем метеорологической дальности видимости. При строительстве в Арсеньеве Спецстройтехнологии применяют оборудование отечественного производства, имеющее необходимые сертификаты Межгосударственного авиационного комитета.
Новые искусственные покрытия будут уложены также на рулевых дорожках, групповой вертолётной стоянке, стоянке для спецтранспорта и на наладочно-испытательных площадках.
Помимо реконструкции аэродромной базы АО «Арсеньевская авиационная компания „Прогресс“ им Н. И. Сазыкина» сотрудники Спецстройтехнологии строят гальванический корпус и участок анодирования. На объекте завершён монтаж основного металлического и железобетонного каркасов административно-хозяйственного корпуса. Выполнено устройство покрытия кровли из профилированного листа и бетонирование перекрытий производственной части, ведутся работы по кирпичной кладке перегородок, устройству полов здания.
«В настоящее время мы производим монтаж стеновых сэндвич-панелей, что обеспечит создание теплового контура здания, и позволит работать в зимний период в двухсменном режиме. Закупаем оборудование для обеспечения жизнедеятельности цеха. Наращиваем силы — с октября 2016 года количество задействованных специалистов и техники было увеличено почти в три раза», — уточнил Кузичкин.
Начиная с 2018 года на предприятии происходит "оптимизация" с сокращением персонала в связи с сокращением объема заказов.

## Санкции
18 декабря 2023 года, из-за российского вторжения на Украину, предприятие включено в санкционный список Евросоюза так как оно «материально обеспечивает и получает выгоды от деятельности Правительства России, которое несёт ответственность за аннексию Крыма и дестабилизацию ситуации в Украине». По аналогичным основаниям, ранее предприятие включено в санкционные списки США, Украины, Новой Зеландии и Японии

## Продукция
Серийные вертолёты:
- Ка-52 «Аллигатор» — всепогодный разведывательно-ударный боевой вертолёт.
- Ка-52 «Аллигатор» — экспортный всепогодный разведывательно-ударный боевой вертолёт (с 2016 года).
- Ка-52К «Катран» — всепогодный разведывательно-ударный боевой вертолёт корабельного базирования (с 2015 года).

Снятые с производства вертолёты:
- Ми-34С — лёгкий многоцелевой вертолёт
- Ка-50 — боевой вертолёт «Чёрная акула»
- Ка-62 — многоцелевой вертолёт

Самолёты:
- Як-54 — спортивно-пилотажный самолёт

Ракеты:
- 3М-80 — противокорабельная крылатая ракета комплекса «Москит»
  - 3М-80Е — противокорабельная крылатая ракета комплекса «Москит-Е»
  - 3М-80МВЕ — противокорабельная крылатая ракета комплекса «Москит-МВЕ»
  - 3М-82 — противокорабельная крылатая ракета

ААК «Прогресс» экспортировал свою продукцию в более, чем 50 стран мира: Вьетнам, Ирак, Кубу, Йемен, Китай, Сирию, Индию, Алжир, Египет и другие страны.

## Ремонт
ААК «Прогресс» осуществляет ремонт вертолётов Ми-24 всех модификаций.